# Art for Life
Art for Life je občanské sdružení, které se věnuje prevenci HIV/AIDS. V České republice je jeho činnost svým rozsahem ojedinělá. Sdružení vzniklo v roce 2008. Pořádá prodejní výstavy, dražby uměleckých děl a kulturní akce, jejichž výtěžek v minulých letech obdržela Česká společnost AIDS pomoc, o.s. na podporu prevence a bezplatného testování HIV/AIDS. Uplynulé čtyři ročníky vynesly téměř milion korun.
Zájem médií i veřejnosti vyvolává každoročně především kalendář, jehož tvářemi byli v minulých letech například Jiří Korn, Aňa Geislerová, Tatiana Vilhelmová, Renata Langmannová, Linda Rybová, Yemi A. D. a další. Tvářemi kalendáře pro rok 2012 jsou například Bára Basiková, Tomáš Verner, Eliška Balzerová či Anna Polívková.
Sdružení Art for Life založili v roce 2008 návrhář Josef Čechota, fotograf Martin Kámen, režisér Daniel Kupšovský a designér
Jan Torsten Valder. V následujících letech se připojili redaktorka Bára Trojanová a PR manager Lukáš Sapík. Vzhledem k prudkému nárůstu zjištěných případů HIV a nulové informovanosti české společnosti o tuto problematiku vzniklo v roce 2011 občanské sdružení Art for Life, o. s.